# 山口香緒里
山口 香緒里（やまぐち かおり、本名非公表、1974年8月22日 - ）は、日本の女優。愛知県出身。フォスター所属。

## 来歴・人物
1993年、女優デビュー。テレビ東京系『ASAYAN』の「芸能人新ユニットオーディション」では二次審査まで通過していた。
2003年、『大奥』での大奥スリーアミーゴス（のうちの吉野役）が当たり役となる。同年、写真集『MEMENTO MEMO』でヌード姿を披露。
2008年6月にテレビ製作者の男性と結婚していたことをブログで発表した。2009年10月6日付けの公式ブログで妊娠4ヵ月であることを公表。2010年4月13日に第1子（男児）を出産。同年6月には舞台版『大奥』で早くも仕事復帰した。

## 出演

### テレビドラマ
1993年
- テレビ朝日「愛してるよ!」

1994年
- フジテレビ「飛べないオトメの授業中」

1995年
- 日本テレビ「金田一少年の事件簿」秘宝島殺人事件 - 美作碧 佐伯航一郎役　(2役)
- テレビ朝日「最高の恋人」
- テレビ朝日「怖くて不思議な話」

1996年
- テレビ朝日「快刀!夢一座七変化」

1997年
- フジテレビ「Dの遺伝子メンタルヘルス -心の境界線で-」
- フジテレビ「つりデカ事件簿 -海の密室-」
- フジテレビ「スターどっきり大作戦」

1998年
- 日本テレビ 火曜サスペンス劇場 「緊急指定病院8」
- TBS 花王 愛の劇場 「39歳の秋」
- TBS「女子刑務所東三号棟 -私が出逢った史上最悪の女-」
- フジテレビ「隠密奉行朝比奈」
- フジテレビ「走れ公務員!」
- テレビ朝日「プリティーモンキー」
- テレビ朝日「次郎長三国志 勢揃い二十八人衆喧嘩旅!」

1999年
- テレビ朝日「法医学教室の事件ファイル10」 - 秋津涼子 役
- TBS「早乙女千春の添乗報告書8 日光・鬼怒川湯けむりツアー殺人事件」
- フジテレビ「世にも奇妙な物語 -時間のない街-」
- フジテレビ「TEAM」
- テレビ朝日「はみだし刑事情熱系3」 - 今村（工藤）愛子
- テレビ朝日「はみだし刑事情熱系4」
- テレビ朝日「科捜研の女1」

2000年
- フジテレビ「編集王」
- テレビ朝日「はみだし刑事情熱系5」
- テレビ朝日「暴れん坊将軍X」御庭番 - 渚 役

2001年
- フジテレビ「運命の日 -ラッシュアワーの悪夢-」
- テレビ朝日「新春タイムショック21SP!!」
- テレビ朝日 土曜ワイド劇場「牟田刑事官VS終着駅の牛尾刑事1 エネミィ」
- スカパー! 衛星劇場「シネマ紀行」

2002年
- TBS「やんパパ」
- フジテレビ「ランチの女王」
- テレビ朝日「はみだし刑事情熱系6」

2003年
- TBS「笑顔の法則」 ‐ 坂口真由子 役
- フジテレビ「あなたの隣に誰かいる」
- フジテレビ「大奥」 - 吉野 役
- テレビ朝日「特命係長 只野仁」
- テレビ朝日 新春SP「OLが行く!お局VS新人、銀行大奥バトル」
- NBN「ダムド・ファイル」

2004年
- フジテレビ「勝負下着」
- フジテレビ「大奥 第一章」 - 吉野 役
- ほんとにあった怖い話 - 小林真美
- 世にも奇妙な物語 「空白の人」 - 木下友恵 役
- テレビ朝日「はみだし刑事情熱系8」
- テレビ朝日「仮面ライダー剣」 - 栗原遥香 役
- TBS「夫婦。」

2005年
- 日本テレビ「anego[アネゴ]」第1話 - 佐久間和代 役
- フジテレビ「大奥〜華の乱〜」 - 美吉野 役
- フジテレビ「大奥～第一章～SP」 - 吉野 役
- テレビ朝日「結婚詐欺殺人事件」
- テレビ朝日「銭形平次 2」
- フジテレビ「元泥棒・助川六郎のご町内防犯パトロール」（2011年に放送される） - 三輪万由子 役

2006年
- フジテレビ「ダンドリ。〜Dance☆Drill〜」 - 佐藤智子 役

2007年
- 日本テレビ「百鬼夜行抄」
- テレビ朝日「八州廻り桑山十兵衛～捕物控ぶらり旅」第1話 - お絹 役

2008年
- 相棒 - 加東倫恵 役
- 金曜プレステージ・ハマの静香は事件がお好き5 - 小田切彩 役
- フジテレビ「33分探偵」最終話ゲスト
- テレビ東京「主水之助七番勝負〜徳川風雲録外伝〜」第6話 - お初 役
- テレビ朝日「小児救命」

2009年
- フジテレビ 「メイちゃんの執事」第2-4話 - 竜恩寺都 役
- フジテレビ「救命病棟24時」第4話

2011年
- テレビ朝日「ハガネの女 season2」第6話 - 曽根真紀子 役

2012年
- テレビ朝日「警視庁捜査一課9係 第7シリーズ」第3話 - 安西慶子 役
- テレビ朝日 土曜ワイド劇場「温泉若おかみの殺人推理」24 - 黒川真弓 役

2014年
- フジテレビ「極悪がんぼ」第5話 - 難波美代子 役
- テレビ東京「玉川区役所 OF THE DEAD」第2話 - 刈谷ケイコ 役

2016年
- フジテレビ「大奥」- 吉野 役
- テレビ朝日「警視庁・捜査一課長」第1話 - 葉山康代 役

2017年
- 刑事7人 - 伊藤真理子 役
- デッドストック〜未知への挑戦〜 - 野村瑠衣 役

2018年
- 科捜研の女 - 南山鈴江 役
- 義母と娘のブルース - 本谷律子 役
- ハラスメントゲーム - 梅沢さやか 役

2020年
- 特捜9 season3 第3話（2020年4月22日、テレビ朝日） - 篠田絵美子 役
- 探偵・由利麟太郎 第2話（2020年6月23日、関西テレビ・フジテレビ系） - 梶原絹江 役
- 世にも奇妙な物語 夏の特別編「しみ」（2020年7月11日、フジテレビ） - 三浦康子 役

2022年
- おじさんが私の恋を応援しています（脳内）（2022年2月14日 - 4月4日、TOKYO MX） - 田辺実里 役
- クロステイル 〜探偵教室〜（2022年4月9日 - 5月28日、東海テレビ・フジテレビ） - 飛田千穂子 役
- テッパチ! - 三輪早苗 役

2023年
- ばらかもん（2023年7月12日 - 9月20日、フジテレビ） - 木戸朋子 役[2]

2025年
- 御上先生 第1話（2025年1月19日、TBS） - 中華料理店の女将 役
- 恋愛禁止 第1話・第7話（7月3日・8月14日、読売テレビ・日本テレビ） - 木村美知恵 役[3]

### 映画
- KISS ME（1996年）
- 劇場版 仮面ライダー剣 MISSING ACE（2004年） - 栗原遥香 役
- ホワイトリリー（2017年） - 乾登紀子 役
- 水は海に向かって流れる（2023年）
- さよならモノトーン（2023年） - 安本恵子 役

### 舞台
- ムジ穴(コッパズカ症候群)(SLASH/ LIVE vol.1)（2002年）
- 大奥（2007年）

### CM
- キクチメガネ（1993年）
- ニプロ（1995年）
- コーワ「ケラチナミン」（1997年）
- 農林中央金庫「JAバンク」（1999年・2000年）

### 写真集
- 遊女（2003年5月、ワニマガジン）
- MEMENTO MEMO（2003年11月 、アスコム）

## 関連する人物
「大奥」奥女中トリオ（大奥スリーアミーゴス）
- 久保田磨希
- 鷲尾真知子